# Guram Tushishvili
Guram Tushishvili (en georgiano: გურამ თუშიშვილი; Tiflis, 5 de febrero de 1995) es un deportista georgiano que compite en judo.
Participó en dos Juegos Olímpicos de Verano, obteniendo una medalla de plata en Tokio 2020, en la categoría de +100 kg, y el séptimo lugar en París 2024, en la misma categoría.
Ganó cuatro medallas en el Campeonato Mundial de Judo entre los años 2018 y 2025, y siete medallas en el Campeonato Europeo de Judo entre los años 2017 y 2024.
En los Juegos Europeos obtuvo dos medallas, oro en Minsk 2019 (+100 kg) y oro en Cracovia 2023 (equipo mixto).

## Palmarés internacional
| Juegos Olímpicos   | Juegos Olímpicos        | Juegos Olímpicos  | Juegos Olímpicos |
| Año                | Lugar                   | Medalla           | Categoría        |
| ------------------ | ----------------------- | ----------------- | ---------------- |
| 2020               | Tokio (Japón)           | Medalla de plata  | +100 kg          |
| Campeonato Mundial |                         |                   |                  |
| Año                | Lugar                   | Medalla           | Categoría        |
| 2018               | Bakú (Azerbaiyán)       | Medalla de oro    | +100 kg          |
| 2022               | Taskent (Uzbekistán)    | Medalla de bronce | +100 kg          |
| 2024               | Abu Dabi (EAU)          | Medalla de plata  | +100 kg          |
| 2025               | Budapest (Hungría)      | Medalla de plata  | +100 kg          |
| Juegos Europeos    |                         |                   |                  |
| Año                | Lugar                   | Medalla           | Categoría        |
| 2019               | Minsk (Bielorrusia)     | Medalla de oro    | +100 kg          |
| 2023               | Krynica-Zdrój (Polonia) | Medalla de oro    | Equipo mixto     |
| Campeonato Europeo |                         |                   |                  |
| Año                | Lugar                   | Medalla           | Categoría        |
| 2017               | Varsovia (Polonia)      | Medalla de oro    | +100 kg          |
| 2019               | Minsk (Bielorrusia)     | Medalla de oro    | +100 kg          |
| 2020               | Praga (República Checa) | Medalla de bronce | +100 kg          |
| 2021               | Lisboa (Portugal)       | Medalla de bronce | +100 kg          |
| 2022               | Sofía (Bulgaria)        | Medalla de bronce | +100 kg          |
| 2023               | Montpellier (Francia)   | Medalla de plata  | +100 kg          |
| 2024               | Zagreb (Croacia)        | Medalla de plata  | +100 kg          |